# Йени Малатияспор
Йени Малатияспо́р (на турски: Yeni Malatya Spor Kulübü) е турски футболен клуб от град Малатия.

## История
Основан през 1986 г. като „Малатия Беледиеспор“, сегашното си име отборът носи от сезон 2009/10. Първите цветове на отбора са били оранжево-зелени, по-късно е решено да премине на жълто-черни. „Йени Малатияспор“ дълго се скита в дъното на турския футбол, а подема му започва през 2009/10. Отборът играе плейоф в Трета лига и в течение на пет години играе във Втора лига. През 2012 г. сменят цветовете на клуба на червено-жълти, в които по-рано е играл известния „Малатияспор“. Също така е имало план да се избавят от приставката „Йени“, само, че УЕФА не утвърждава смяната на името. През сезон 2014/15 „Йени Малатияспор“ за първи път в историята си влиза в Първа лига, а от 2017/18 играе за пръв път и в най-високото стъпало Суперлигата.

## Предишни имена
| Години      | Име                    |
| ----------- | ---------------------- |
| 1986 – 2009 | „Малатия Беледийеспор“ |
| 2009 –      | „Йени Малатияспор“     |

## История на отбора
- Турска Суперлига: 2017 –
- Първа лига: 2015/17
- Втора лига: 1999/00, 2008/09, 2010/15
- Трета лига: 1998/99, 2000/01, 2007/08, 2009/10
- Любителска лига: 1986/98, 2001/07

## Успехи
- Турска Суперлига:
  - 5-о (1): 2018/19
- Първа лига: (2 ниво)
  -  Шампион (1): 2016/17
- Втора лига: (3 ниво)
  -  Шампион (1): 2014/15 (бяла група)
- Трета лига: (4 ниво)
  -  Победител в плейофа (1): 2009/10

## Известни играчи
- Съндей Мба
- Тайлан Айдоган
- Рамазан Кахия